# 91. Internationale Sechstagefahrt
Die 91. Internationale Sechstagefahrt war die Mannschaftsweltmeisterschaft im Endurosport und fand vom 11. bis 16. Oktober 2016 im spanischen Los Arcos sowie der Navarra statt. Die Nationalmannschaft der USA konnte zum ersten Mal die World Trophy gewinnen. Die Junior World Trophy gewann zum vierten Mal die schwedische Mannschaft. Die Women's World Trophy ging zum vierten Mal in Folge an die australische Nationalmannschaft.

## Wettkampf

### Organisation
Die Veranstaltung wurde zum vierten Mal in Spanien ausgetragen, nachdem bereits die 45. (1970), 60. (1985) und 75. Internationale Sechstagefahrt (2000) an Spanien vergeben wurden.
Der Parc fermé befand sich auf dem Circuito de Navarra, der gleichzeitig täglicher Start- und Zielort der Etappen war. Die offizielle Eröffnungsfeier wurde in Pamplona veranstaltet. Die Teilnehmer trafen sich u. a. in der großen Stierkampfarena Plaza de Toros de Pamplona.
Mit dieser Austragung wurden bedeutende Änderungen eingeführt: Eine Mannschaft um die World Trophy besteht fortan aus lediglich vier, für die Junior Trophy aus nur drei Fahrern. Auch gab es laut neuem Reglement für beide Wettbewerbe kein Streichresultat mehr.
Neu ins Programm aufgenommen wurde die Vintage Trophy. Dabei konnten Fahrer in vier Klassen mit Motorrädern bis Baujahr 1986 teilnehmen. Der Wettkampf lief parallel zur Sechstagefahrt, dauerte aber lediglich vom 14. bis 16. Oktober.
Neu im Programm war zudem die Motorex Challenge. Das Unternehmen unterstützte teilnehmende Club- und Vintagefahrer während der Veranstaltung gratis mit firmeneigenen Schmiermitteln und Pflegeprodukten. Im Gegenzug war von den Teilnehmern der Werbeschriftzug an der Ausrüstung des Fahrers und den Motorrädern anzubringen. Die Gewinnermannschaft im Clubwettbewerb erhielt eine spezielle Auszeichnung sowie Produkte im Wert von 2.000 €.
Am Wettkampf nahmen 22 Teams für die World Trophy, 19 für die Junior Trophy, sieben für die Women’s Trophy, 123 Clubteams sowie 60 Vintage-Trophy-Fahrer aus insgesamt 31 Nationen teil.
Deutschland nahm an der World Trophy und Junior Trophy sowie mit sechs Clubmannschaften teil. Österreich nahm ebenso an der World Trophy, Junior Trophy sowie mit einer Clubmannschaft teil. Die Schweiz startete in der World und Junior Trophy.

### 1. Tag

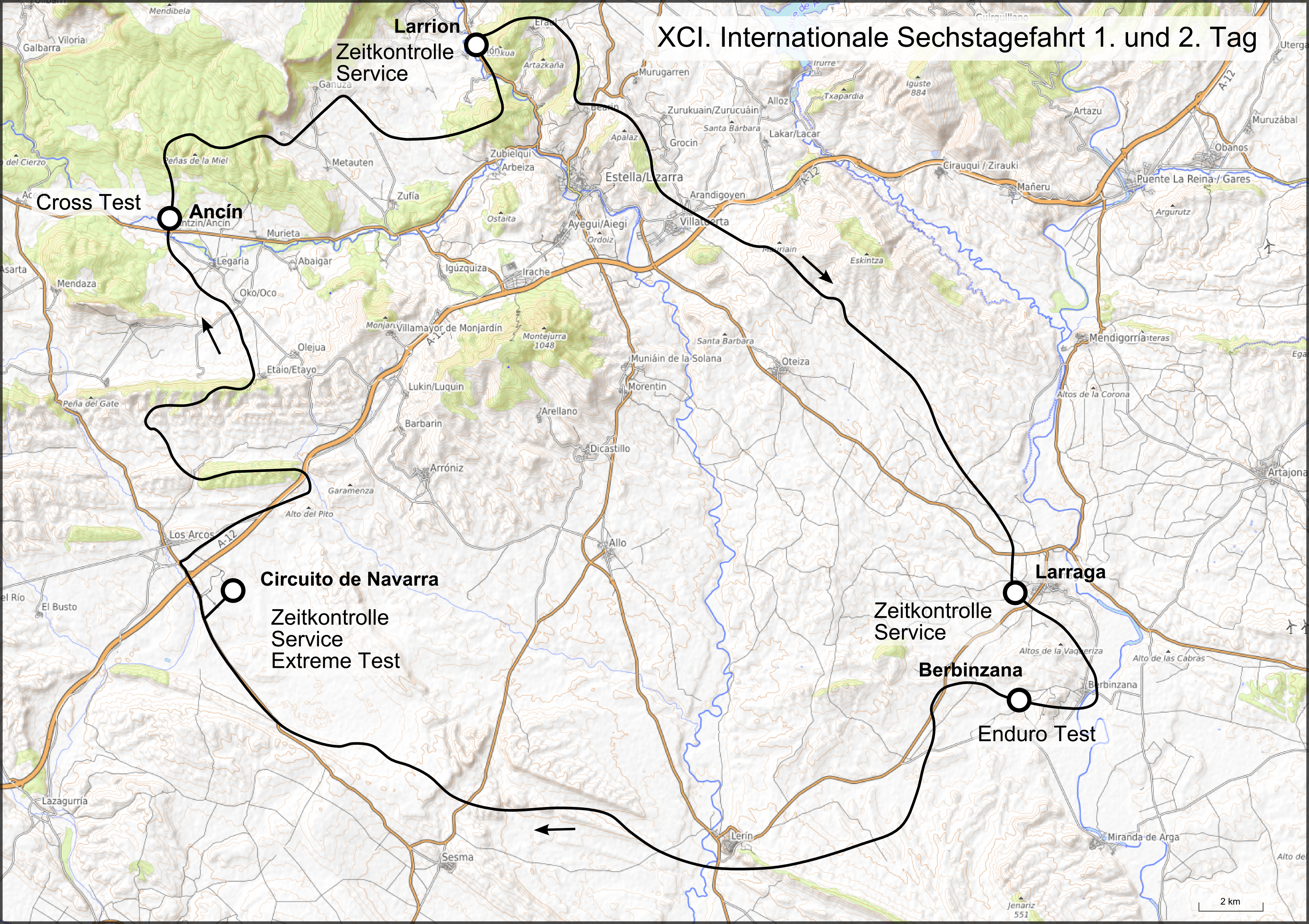
Strecke des 1. und 2. Tages

Die Etappe des ersten Tages war ein zweimal zu durchfahrender Rundkurs über 300 Kilometer. An Sonderprüfungen je Runde waren ein Motocross- und ein Endurotest zu absolvieren. Auf dem Circuito de Navarra fand noch ein Xtremetest je Runde statt. Das Wetter war niederschlagsfrei. Eine besondere Herausforderung war die starke Staubentwicklung auf der Strecke.
Nach dem ersten Fahrtag führte in der World-Trophy-Wertung das Team aus den USA vor Italien und Großbritannien. Das deutsche Team lag auf dem 9., das Schweizer auf dem 15. und das österreichische auf dem 21. Platz.
In der Junior-Trophy-Wertung führte das schwedische Team vor Italien und Spanien. Das österreichische Team lag auf dem 12., gefolgt von Deutschland auf dem 13. Platz. Die Schweiz belegte den 15. Platz
In der Women’s Trophy führte das australische Team vor den Mannschaften aus Spanien und Deutschland.
Die Clubwertung führte RFME Team 1 vor Italy und EQUIPO JUNOR JMS/NAVARRA ESPECIAL. Beste deutsche Clubmannschaft war das Team DMSB 1 - ADAC Hessen-Thüringen / Westfalen auf dem 19. Platz. Für Österreich das Knopper Racing Team auf dem 81. Platz.

### 2. Tag
Die Etappe des zweiten Tages war die gleiche wie am Vortag. Nach zunächst trockenem Wetter setzte später Regen ein.
Wie am Vortag führte das Team aus den USA vor Italien und Großbritannien die World-Trophy-Wertung an. Das Schweizer Team verbesserte sich auf den 12. Platz. Das deutsche Team fiel auf den 18. und das österreichische Team auf den 20. Platz ab. Im deutschen Team musste Paul Roßbach nach einer am Vortag erlittenen Verletzung aufgeben. Damit fiel die Mannschaft in der Wertung aussichtslos zurück.
In der Junior-Trophy-Wertung führte das schwedische Team vor Spanien und den USA. Das österreichische Team lag unverändert auf dem 12., das deutsche auf dem 13. und die Schweiz auf dem 15. Platz.
In der Women’s Trophy führte unverändert das australische Team vor den Mannschaften aus Spanien und Deutschland.
Die Clubwertung führte Italy vor Trail Jesters und RFME Team 1. Der DMSB 1 - ADAC Hessen-Thüringen/Westfalen lag unverändert auf dem 19. Platz. Das österreichische Knopper Racing Team verbesserte sich auf den 62. Platz.

### 3. Tag

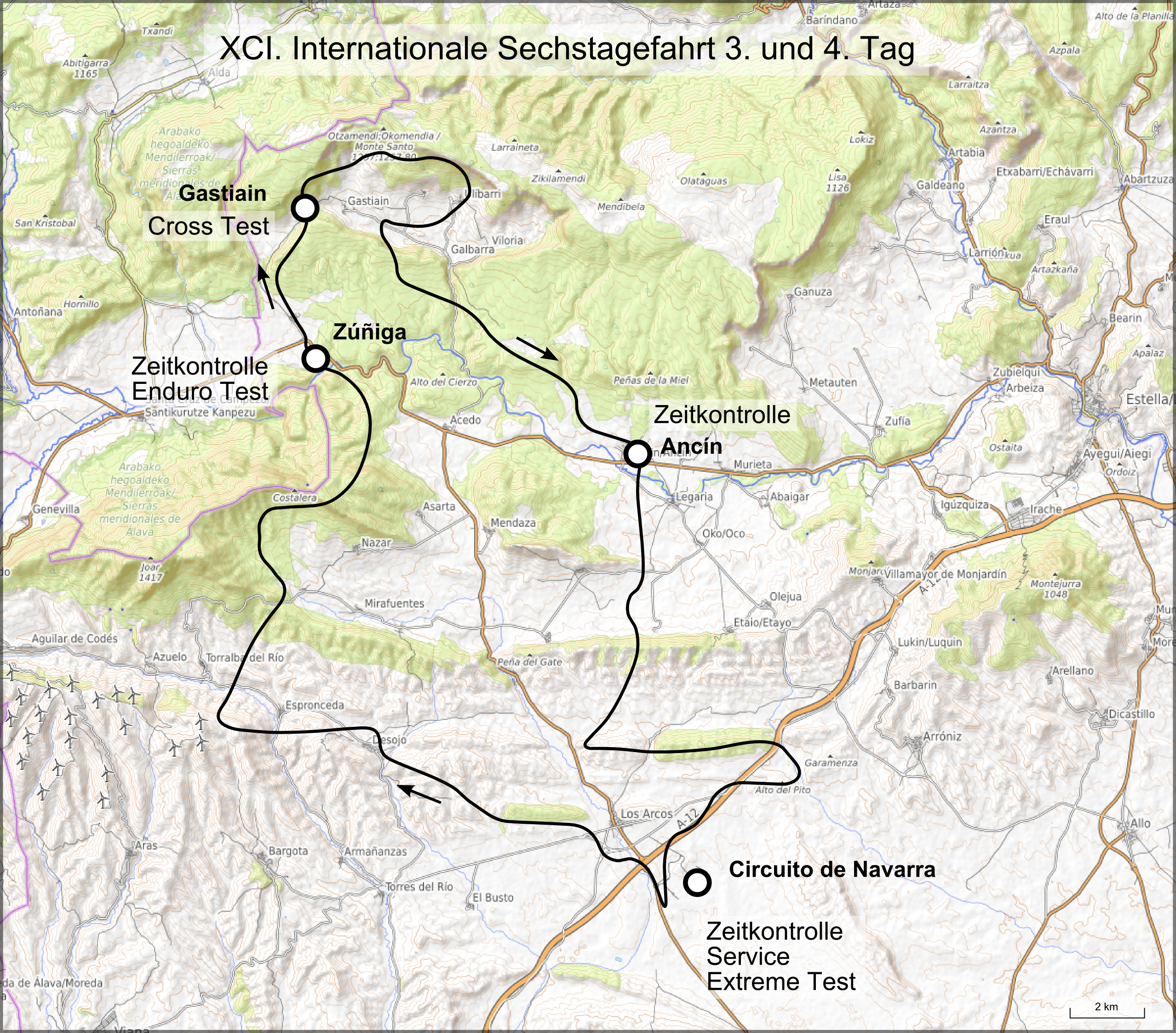
Strecke des 3. und 4. Tages

Die Strecke des dritten Tages war insgesamt 280 Kilometer lang, dabei war wieder zweimal ein Rundkurs zu fahren. An Sonderprüfungen je Runde waren jeweils ein Motocross-, Enduro- und der Xtreme-test zu absolvieren. Bereits in der Nacht zuvor setzte starker Regen ein, der den Tag über anhielt und den Streckenuntergrund stellenweise stark aufweichte.
In der World-Trophy-Wertung führte weiter das Team aus den USA vor Italien und Spanien. Das Schweizer Team verbesserte sich auf den 12. Platz. Deutschland und Österreich verbesserten sich auf den 16. bzw. 19. Platz.
Die Junior-Trophy-Wertung führte das schwedische Team vor den USA und Italien an. Das österreichische Team verbesserte sich auf den 10. Platz. Deutschland lag unverändert auf dem 12. Platz, die Schweiz verbesserte sich auf den 13. Platz.
In der Women’s Trophy führte unverändert das australische Team vor den Mannschaften aus Spanien und Deutschland. Im deutschen Team verletzte sich Vanessa Danz bei einem Sturz an der Hand und schlug mit dem Helm auf. Da sie anschließend fortwährend Zeit verlor, entschloss sie sich zur Aufgabe um nach Reglement am Folgetag einen einmaligen Restart wahrzunehmen.
Die Clubwertung führte Italy vor Trail Jesters und Eric Cleveland Memorial. DMSB 1 - ADAC Hessen-Thüringen/Westfalen rutschte auf den 20. Platz ab, das Knopper Racing Team verbesserte sich auf den 51. Platz.

### 4. Tag
Am vierten Tag wurde dieselbe Strecke wie am Tag zuvor gefahren. Der Regen seit dem Vortag ließ nach, lediglich am Vormittag gab es noch vereinzelte Schauer.
Am Ende des vierten Fahrtags führte in der World-Trophy-Wertung das Team aus den USA vor Italien und Großbritannien. Das Schweizer Team verbesserte sich auf den 10. Platz, das deutsche Team rutschte auf Platz 17 ab, das österreichische Team lag unverändert auf dem 19. Platz.
In der Junior-Trophy-Wertung führte wie am Vortag das schwedische Team vor den USA und Italien. Das österreichische Team verbesserte sich auf den 9. Platz. Die Schweiz verbesserte sich auf den 11. Platz, das deutsche Team rutschte auf dem 15. Platz ab. Im deutschen Team musste Yanik Spachmüller aus gesundheitlichen Gründen bereits vor dem Start aufgeben: Er litt unter eine starken Erkältung samt hohen Fieber.
In der Women’s Trophy führte nach wie vor das australische Team vor den Mannschaften aus Spanien und Deutschland.
Die Clubwertung führte Italy vor Trail Jesters und United Kingdom-TEAM SCOTLAND an. Das Team DMSB 1 - ADAC Hessen-Thüringen/Westfalen verbesserte sich auf den 19., das Knopper Racing Team auf den 47. Platz.
Am vierten Tag startete die Vintage Trophy. Es wurde keine Etappe gefahren, sondern lediglich eine Beschleunigungsprüfung als Sonderprüfung absolviert. Nach den Ergebnissen dieser führte die Mannschaft Großbritanniens vor Deutschland und den Niederlanden.

### 5. Tag

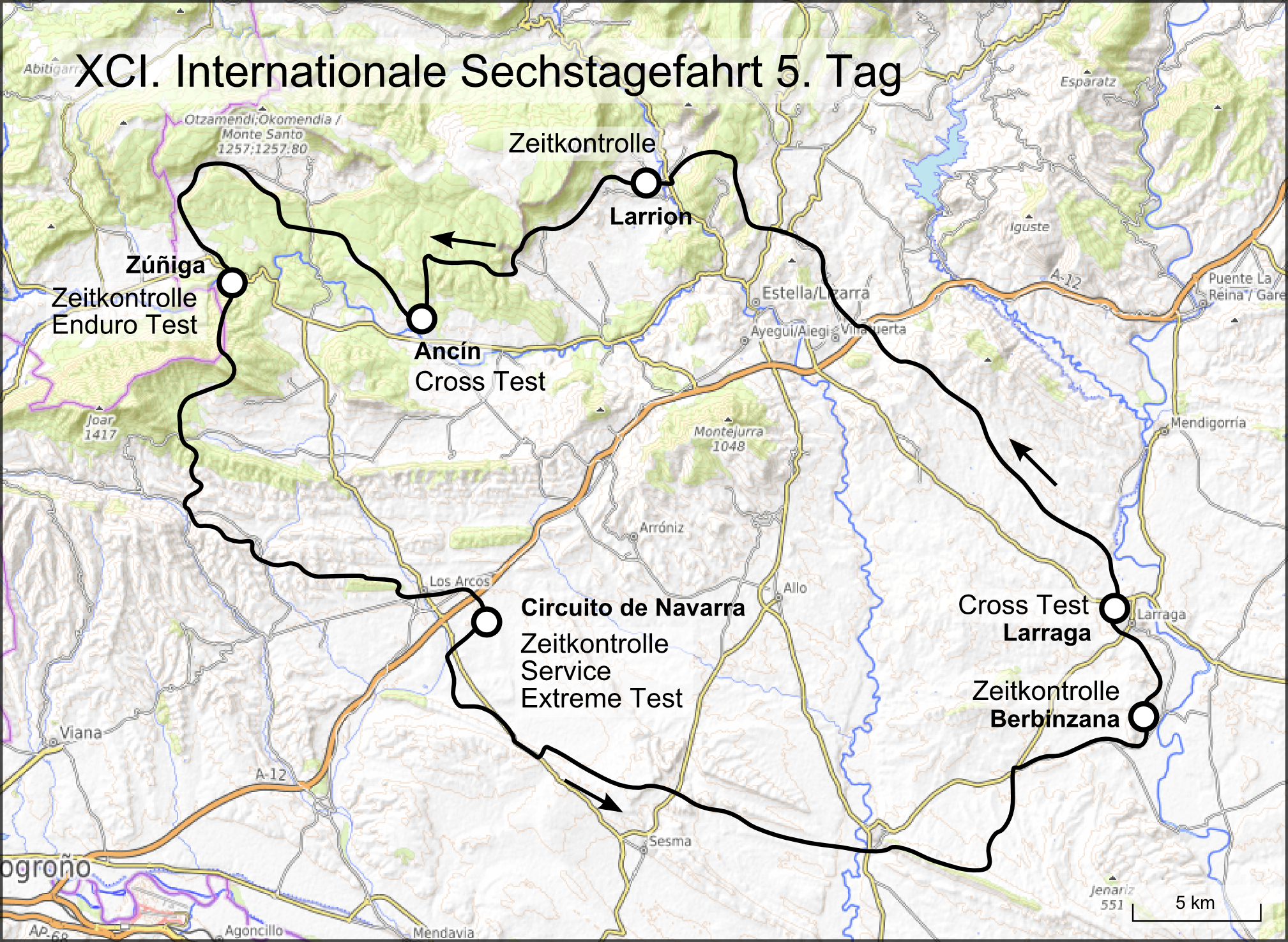
Strecke des 5. Tages

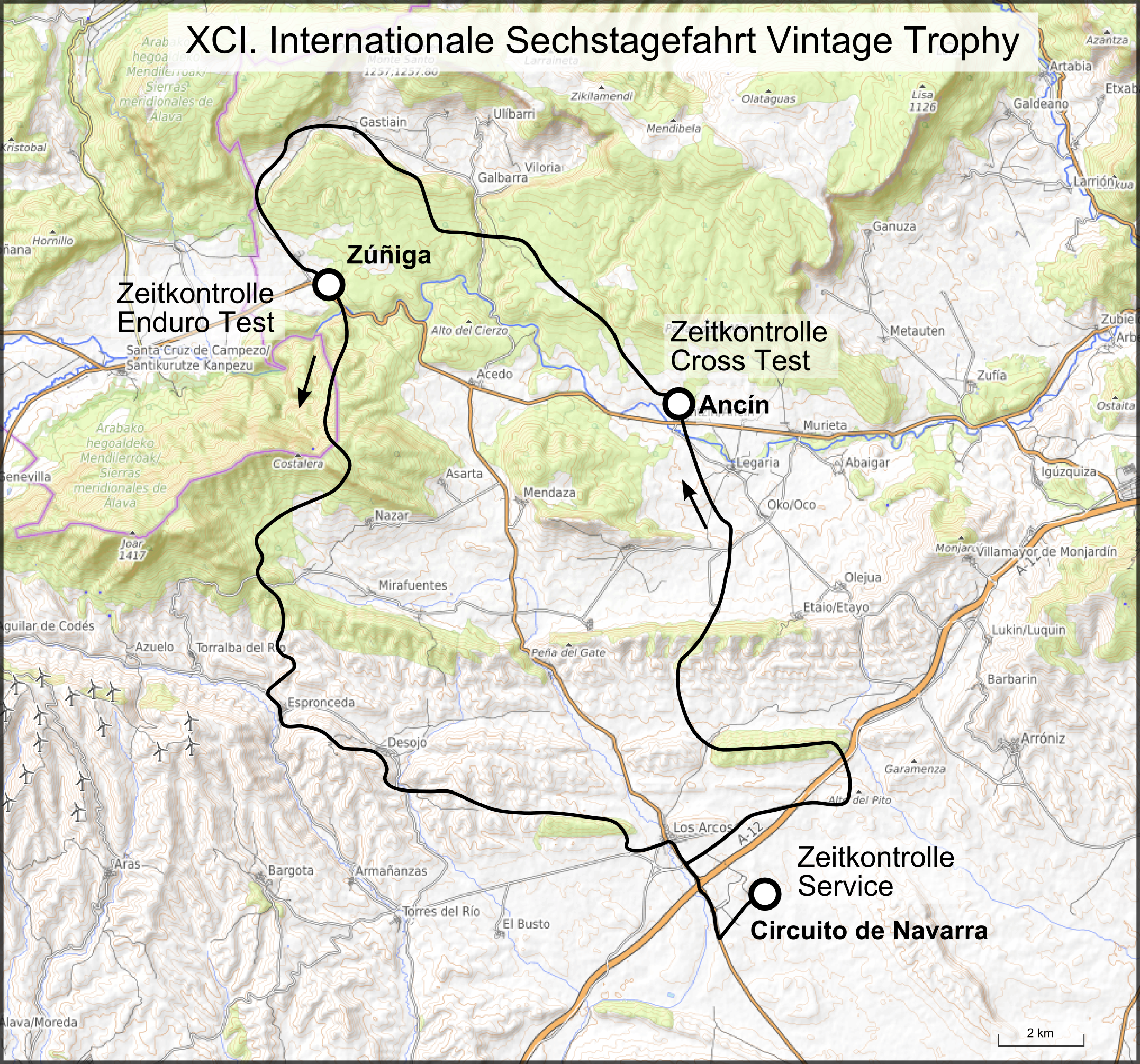
Strecke der Vintage Trophy

Die fünfte Etappe war eine einmal zu fahrende Runde über 195 Kilometer. Die Sonderprüfungen waren zwei Motocross-, ein Enduro- sowie kurz nach Start und vor Zieleinlauf der Xtreme-test. Letzterer wurde, bevor die ersten Fahrer diesen vor Ziel wieder erreichten, von der Fahrtleitung herausgenommen, da der Untergrund zu stark ausgefahren war.
Die Zwischenstände nach dem fünften Fahrtag: In der World-Trophy-Wertung führte das Team aus den USA vor Großbritannien und Tschechien. Das Schweizer Team verbesserte sich auf den 8. Platz, das deutsche Team verbesserte sich auf Platz 15, das österreichische Team auf den 17. Platz.
In der Junior Trophy führte weiter das schwedische Team vor den USA und Italien. Das österreichische Team lag unverändert auf dem 9., die Schweiz  auf dem 11. und das deutsche Team auf dem 15. Platz.
In der Women’s Trophy führte unverändert das australische Team vor den Mannschaften aus Spanien und Deutschland.
Die Clubwertung führte Italy vor Trail Jesters und Eric Cleveland Memorial an. Das Team DMSB 1 - ADAC Hessen-Thüringen/Westfalen lag unverändert auf dem 19. Platz, das Knopper Racing Team verbesserte sich auf den 45. Platz.
In der Vintage Trophy wurde die einzig vorgesehene Etappe gefahren. Diese war ein Rundkurs über 102 Kilometer, in dessen Verlauf ein Motocross- sowie Endurotest als Sonderprüfungen zu absolvieren waren. In diesem Wettbewerb führte danach die Mannschaft Großbritanniens vor Italien und den Niederlanden.

### 6. Tag
Am letzten Fahrtag wurde keine Etappe gefahren. Das Abschluss-Motocross als letzte Sonderprüfung wurde auf einem auf dem Gelände des Circuito de Navarra abgesteckten Kurs ausgetragen. Es waren sechs Runden zu insgesamt sieben Kilometern Strecke zu bewältigen.

## Endergebnisse

### World Trophy
| Platz | Team                   | Zeit        |
| ----- | ---------------------- | ----------- |
| 1.    | Vereinigte Staaten     | 13:46:40.93 |
| 2.    | Vereinigtes Königreich | 13:50:19.59 |
| 3.    | Tschechien             | 14:16:23.26 |
| 4.    | Schweden               | 14:25:13.56 |
| 5.    | Estland                | 14:49:55.65 |
| 6.    | Argentinien            | 15:04:02.12 |
| 7.    | Mexiko                 | 15:27:30.46 |
| 8.    | Schweiz                | 15:43:02.34 |
| 9.    | Ecuador                | 16:09:55.81 |
| 10.   | Norwegen               | 16:10:05.97 |
| 11.   | Griechenland           | 16:37:28.74 |
| 12.   | Spanien                | 19:07:18.42 |
| 13.   | Portugal               | 21:33:06.43 |
| 14.   | Polen                  | 26:41:47.12 |
| 15.   | Deutschland            | 26:45:22.10 |
| 16.   | Honduras               | 28:21:03.29 |
| 17.   | Österreich             | 28:43:41.62 |
| 18.   | Kolumbien              | 30:11:37.82 |
| 19.   | Italien                | 24:23:24.84 |
| 20.   | Chile                  | 28:19:39.35 |
| 21.   | Ungarn                 | 37:11:33.93 |
| 22.   | Australien             | 40:36:04.85 |

### Junior World Trophy
| Platz | Team                   | Zeit        |
| ----- | ---------------------- | ----------- |
| 1.    | Schweden               | 10:30:55,69 |
| 2.    | Vereinigte Staaten     | 10:31:40,94 |
| 3.    | Italien                | 10:35:17,21 |
| 4.    | Finnland               | 10:39:56,91 |
| 5.    | Frankreich             | 10:40:41,23 |
| 6.    | Australien             | 10:55:06,38 |
| 7.    | Mexiko                 | 10:56:06,62 |
| 8.    | Chile                  | 11:02:22,15 |
| 9.    | Österreich             | 11:11:27,06 |
| 10.   | Polen                  | 11:35:04,60 |
| 11.   | Schweiz                | 11:51:51,78 |
| 12.   | Kolumbien              | 13:01:59,27 |
| 13.   | Belgien                | 15:19:11,72 |
| 14.   | Vereinigtes Königreich | 18:16:50,18 |
| 15.   | Deutschland            | 19:04:10,90 |
| 16.   | Spanien                | 20:23:43,42 |
| 17.   | Argentinien            | 21:45:58,62 |
| 18.   | Tschechien             | 25:37:42,97 |
| 19.   | Portugal               | 28:29:38,08 |

### Women's World Trophy
| Platz | Team               | Zeit        |
| ----- | ------------------ | ----------- |
| 1.    | Australien         | 7:57:39,29  |
| 2.    | Spanien            | 8:01:27,96  |
| 3.    | Deutschland        | 8:15:47,75  |
| 4.    | Vereinigte Staaten | 8:29:40,72  |
| 5.    | Schweden           | 8:35:05,54  |
| 6.    | Kanada             | 9:17:45,17  |
| 7.    | Slowakei           | 20:36:46,54 |

### Club Team Award
| Platz                      | Team                                                                   | Zeit        |
| -------------------------- | ---------------------------------------------------------------------- | ----------- |
| 1.                         | Italy                                                                  | 10:55:42,48 |
| 2.                         | Trail Jesters                                                          | 11:00:56,17 |
| 3.                         | Eric Cleveland Memorial                                                | 11:06:36,14 |
| 4.                         | United Kingdom-TEAM SCOTLAND                                           | 11:08:30,75 |
| 5.                         | Missouri Mudders                                                       | 11:12:23,74 |
| 6.                         | MC Pavia                                                               | 11:15:45,87 |
| 7.                         | RFME Team 1                                                            | 11:16:51,45 |
| 8.                         | Czech Republic / KBS UAMK TEAM UNHOST                                  | 11:18:59,13 |
| 9.                         | Tony Agonis Memorial                                                   | 11:20:45,61 |
| 10.                        | United Kingdom-BRITISH ARMY ENDURO                                     | 11:23:33,02 |
| 000{\displaystyle \vdots } |                                                                        |             |
| 19.                        | DMSB 1 - ADAC Hessen-Thüringen/Westfalen                               | 12:01:58,60 |
| 000{\displaystyle \vdots } |                                                                        |             |
| 23.                        | DMSB 2 - ADAC Württemberg/Südbaden/Schleswig-Holstein/Hessen-Thüringen | 12:22:37,47 |
| 000{\displaystyle \vdots } |                                                                        |             |
| 33.                        | DMSB 3 - ADAC Mittelrhein/Hessen-Thüringen                             | 12:54:34,29 |
| 000{\displaystyle \vdots } |                                                                        |             |
| 43.                        | Knopper Racing Team                                                    | 13:34:19,72 |
| 000{\displaystyle \vdots } |                                                                        |             |
| 70.                        | DMSB 5 - ADAC Nordbayern/Südbayern/Württemberg                         | 15:17:19,41 |
| 000{\displaystyle \vdots } |                                                                        |             |
| 83.                        | DMSB 4 - ADAC Südbayern/Nordrhein/Hansa                                | 16:08:53,10 |
| 000{\displaystyle \vdots } |                                                                        |             |
| 110.                       | DMSB 6 - ADAC Nordbayern/Hessen-Thüringen                              | 25:17:39,69 |

### Manufacturer's Team Award
| Platz | Team          | Zeit        |
| ----- | ------------- | ----------- |
| 1.    | KTM 1         | 10:14:46,43 |
| 2.    | Husqvarna 1   | 10:16:52,56 |
| 3.    | Beta Boano 1  | 10:24:42,27 |
| 4.    | Husqvarna 4   | 10:31:53,32 |
| 5.    | GasGas        | 10:36:27,96 |
| 6.    | KTM 4         | 10:39:45,75 |
| 7.    | KTM 6         | 10:46:35,47 |
| 8.    | KTM 3         | 10:49:56,81 |
| 9.    | KTM 7         | 10:55:26,50 |
| 10.   | TM Racing 2   | 11:01:12,04 |
| 11.   | KTM 2         | 15:36:17,29 |
| 12.   | Honda Redmoto | 15:37:59,92 |
| 13.   | TM Racing 1   | 15:46:34,56 |
| 14.   | KTM 9         | 18:26:25,01 |
| 15.   | KTM 8         | 18:49:48,04 |
| 16.   | Yamaha 1      | 22:41:00,16 |
| 17.   | KTM 5         | 23:04:17,52 |
| 18.   | Husqvarna 2   | 24:58:31,77 |
| 19.   | Husqvarna 3   | 25:31:29,61 |

### Motorex Challenge
| Platz | Team                            | Zeit        |
| ----- | ------------------------------- | ----------- |
| 1.    | Guigui Automoto Valero          | 12:51:41,51 |
| 2.    | MOTOCLUB MASGAS                 | 13:02:37,86 |
| 3.    | Monterrey                       | 13:23:53,16 |
| 4.    | Knopper Racing Team             | 13:34:19,72 |
| 5.    | MC BRONCINO                     | 13:48:41,23 |
| 6.    | MC ENDUROLOGY                   | 15:00:26,42 |
| 7.    | URNUBITZA KALANI ELGMOTOR       | 15:50:58,53 |
| 8.    | RACE                            | 16:15:24,57 |
| 9.    | MURIEL RACING TEAM-SLOPPY JOE’S | 16:50:03,03 |
| 10.   | Automoto Ceuta                  | 17:14:40,68 |
| 11.   | TORC Ireland                    | 17:20:39,59 |
| 12.   | CLUB TEAM GAME OVER             | 18:25:52,50 |
| 13.   | Ara Lleida-Rodi-2               | 24:24:31,61 |
| 14.   | MOTO CLUB MAXIMOIS              | 25:08:32,96 |
| 15.   | KTM Novi Korona Kielce          | 26:06:24,46 |

### Einzelwertung
| Klasse | Starter | Gold | Silber | Bronze | ohne Medaille | Ausfall/Disqualifikation | Ausfall/Disqualifikation | Ausfall/Disqualifikation | Ausfall/Disqualifikation | Ausfall/Disqualifikation | Ausfall/Disqualifikation | Ausfall/Disqualifikation | Klassensieger (Motorrad) | Zeit       |
| Klasse | Starter | Gold | Silber | Bronze | ohne Medaille | 1. Tag                   | 2. Tag (e)               | 3. Tag (e)               | 4. Tag (e)               | 5. Tag (e)               | 6. Tag (e)               | Gesamt (f)               | Klassensieger (Motorrad) | Zeit       |
| ------ | ------- | ---- | ------ | ------ | ------------- | ------------------------ | ------------------------ | ------------------------ | ------------------------ | ------------------------ | ------------------------ | ------------------------ | ------------------------ | ---------- |
| E1 (a) | 50      | 23   | 16     | 6      |               | 0                        | 0                        | 0                        | 4                        | 1                        | 0                        | 5                        | Josep Garcia (Husqvarna) | 3:23:32,89 |
| E2 (b) | 63      | 29   | 18     | 1      |               | 4                        | 3                        | 4                        | 2                        | 0                        | 2                        | 15                       | Taylor Robert (KTM)      | 3:22:46,65 |
| E3 (c) | 32      | 15   | 12     | 3      |               | 0                        | 1                        | 1                        | 0                        | 0                        | 0                        | 2                        | Daniel Sanders (KTM)     | 3:23:04,55 |
| EW (d) | 20      | 8    | 5      | 2      | 3             | 1                        | 1                        | 2                        | 1                        | 0                        | 0                        | 2                        | Maria Franke (KTM)       | 3:51:58,61 |
| C1 (a) | 113     | 21   | 33     | 38     | 9             | 3                        | 10                       | 4                        | 4                        | 1                        | 0                        | 12                       | Josh Toth (KTM)          | 3:33:34,54 |
| C2 (b) | 177     | 33   | 56     | 65     | 7             | 9                        | 1                        | 6                        | 3                        | 1                        | 0                        | 16                       | Ben Kelley (KTM)         | 3:38:13,49 |
| C3 (c) | 91      | 11   | 27     | 45     | 2             | 2                        | 3                        | 1                        | 1                        | 0                        | 0                        | 6                        | Emanuele Facchetti (KTM) | 3:35:46,47 |
| Gesamt | 546     | 140  | 167    | 160    | 21            | 19                       | 19                       | 18                       | 15                       | 3                        | 2                        | 58                       |                          |            |

### Vintage Trophy

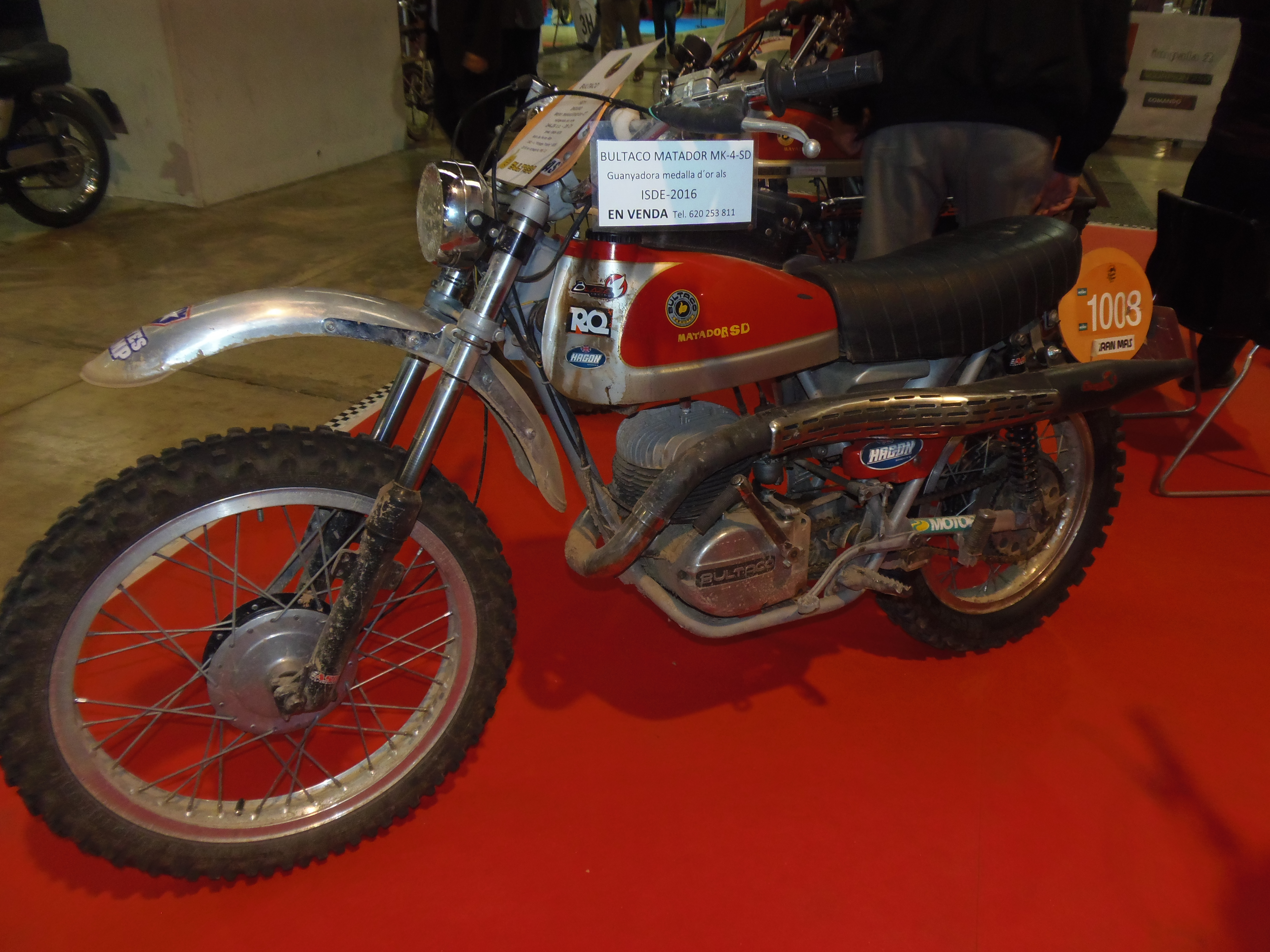
Im Wettbewerb benutzte Bultaco Matador

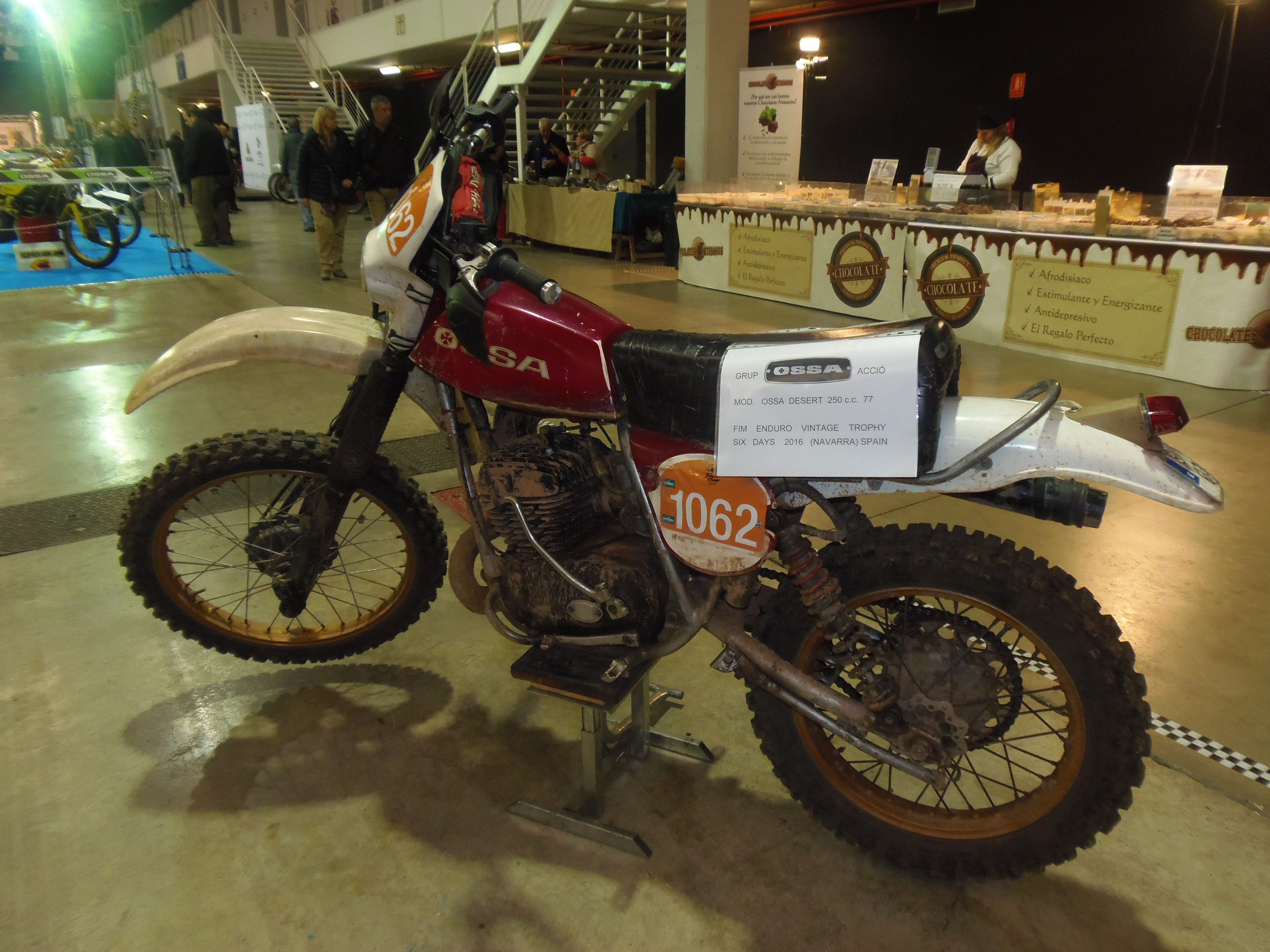
Und Ossa Desert

| Platz | Team                   | Zeit       |
| ----- | ---------------------- | ---------- |
| 1.    | Vereinigtes Königreich | 1:34:56,79 |
| 2.    | Niederlande            | 1:38:57,70 |
| 3.    | Italien                | 1:39:17,20 |
| 4.    | Frankreich             | 1:39:41,67 |
| 5.    | Deutschland            | 1:40:17,96 |
| 6.    | Spanien                | 1:41:26,42 |

| Platz | Team              | Zeit       |
| ----- | ----------------- | ---------- |
| 1.    | Peter Lenselink   | 29:20,59   |
| 2.    | Risto Liimatainen | 29:57,51   |
| 3.    | Lubert Lenselink  | 33:28,02   |
| 4.    | Michael Harding   | 35:24,49   |
| 5.    | Bram van Straalen | 36:09,09   |
| 6.    | Luc Gelly         | 38:10,11   |
| 7.    | Gilberto Citerio  | 38:19,19   |
| 8.    | Jouko Laukkanen   | 38:59,83   |
| 9.    | Bruno Lacrouts    | 40:31,98   |
| 10.   | Jean Somat        | 40:46,62   |
| 11.   | Bertrand Degueltz | 52:07,82   |
| 12.   | Henk Wesselink    | 57:05,67   |
| 13.   | Jesús Pradas      | 1:07:41,01 |
| 14.   | Jordi Canudas     | 6:00:53,10 |

| Starter | Gold | Silber | Bronze | ohne Medaille | Ausfall/Disqualifikation | Sieger (Motorrad)      | Zeit     |
| ------- | ---- | ------ | ------ | ------------- | ------------------------ | ---------------------- | -------- |
| 60      | 5    | 14     | 31     | 1             | 9                        | Fred Hoess (Husqvarna) | 27:52,16 |

## Teilnehmer
| Staat                  | World Trophy Team | Junior Trophy Team                                                                               | Women’s Trophy Team                                                                | Club-Teams |
| ---------------------- | --- | ------------------------------------------------------------------------------------------------ | ---------------------------------------------------------------------------------- | --- |
| Argentinien            | Juan Ignacio Zunino (KTM) Nicolas Kutulas (KTM) Luciano Benavides (KTM) Fernando Correa (KTM)                         | Diego Llanos (Beta) Juan Rostan (Husqvarna) Jose Lorenzo (Husqvarna)                             |                                                                                    | Argentina 1 Argentina 2 Argentina 3 |
| Australien             | Daniel Milner (Yamaha) Daniel Sanders (KTM) Lachlan Stanford (Husqvarna) Joshua Strang (Husqvarna)                    | Tom McCormack (Yamaha) Jack Simpson (KTM) Nic Tomlinson (KTM)                                    | Jessica Gardiner (Yamaha) Tayla Jones (Yamaha) Jemma Wilson (Yamaha)               | |
| Belgien                | | Mathias van Hoof (Beta) Martin Valenduc (Husqvarna) Quentin Vinken (KTM)                         |                                                                                    | |
| Chile                  | Diego Rojas (Honda) Alvarao Gallegos (Husqvarna) Javier Garate (KTM) Jorge Diez (Husqvarna)                           | Benjamín Herrera (TM) Diego Herrera (TM) Esteban Lanz (Suzuki)                                   |                                                                                    | Chile Huelquén CHILE-CANADA (2 Fahrer) (m) Chile Paine Jet Chile uno |
| Deutschland            | Tilman Krause (KTM) Davide von Zitzewitz (KTM) Paul Roßbach (KTM) Mark Risse (Beta)                                   | Yanik Spachmüller (KTM) Jan Allers (KTM) Lukas Streichsbier (Husqvarna)                          | Heike Petrick (KTM) Maria Franke (KTM) Vanessa Danz (KTM)                          | DMSB 1 - ADAC Hessen-Thüringen/Westfalen DMSB 2 - ADAC Württemberg/Südbaden/Schleswig-Holstein/Hessen-Thüringen DMSB 3 - ADAC Mittelrhein/Hessen-Thüringen DMSB 4 - ADAC Südbayern/Nordrhein/Hansa DMSB 5 - ADAC Nordbayern/Südbayern/Württemberg DMSB 6 - ADAC Nordbayern/Hessen-Thüringen |
| Ecuador                | Juan Felipe Bustamante (Husqvarna) Martin Bustamante (Husqvarna) Juan Jose Puga (Husqvarna) Michael Encalada (KTM)    |                                                                                                  |                                                                                    | Avandaro (1 Fahrer) (j) CLUB TEAM (1 Fahrer) (k) |
| Estland                | Veiko Rääts (KTM) Priit Biene (Husqvarna) Martin Leok (KTM) Rannar Uusna (KTM)                                        |                                                                                                  |                                                                                    | MC ALBATROS ASD/ESTONIA (1 Fahrer) (h) MC SCUDERIA DOLOMITI/ESTONIA (1 Fahrer) (l) |
| Finnland               | | Henric Stigell (TM) Mika Barnes (KTM) Eemil Pohjola (Husqvarna)                                  |                                                                                    | DYNASET Hydraulics Finland Junior HyKoKe NMA CLUB (2 Fahrer) (n) Silvan & Suominen Motorsport |
| Frankreich             | | Jeremy Carpentier (Honda) Anthony Geslin (Yamaha) David Abgrall (Yamaha)                         |                                                                                    | ASM PAU MOTO VERTE CET SPORT CANNES FRANCE/ISRAEL (1 Fahrer) (g) MOTO CLUB ERROBI MOTO CLUB MAXIMOIS SHERCO ACADEMY TRACAUTERMES MARCOLES |
| Griechenland           | Ioannis Konstantinoudis (Husqvarna) Michail Ntouzenis (Honda) Panagiotis Kakoliris (KTM) Vasilios Siafarikas (Honda)  |                                                                                                  |                                                                                    | NMA CLUB (1 Fahrer) (n) |
| Honduras               | Jesus Mejia (Husqvarna) Mauricio Castillo (Husqvarna) Jairo Jose Gonzales Vallejo (KTM) Felipe Vaca (Husqvarna)       |                                                                                                  |                                                                                    | |
| Irland                 | |                                                                                                  |                                                                                    | TORC Ireland |
| Israel                 | |                                                                                                  |                                                                                    | Champ-Factory FRANCE/ISRAEL (2 Fahrer) (g) |
| Italien                | Oscar Balletti (Honda) Deny Philippaerts (Beta) Giacomo Redondi (Honda) Manuel Monni (TM)                             | Davide Soreca (Honda) Matteo Pavoni (KTM) Matteo Cavallo (Beta)                                  |                                                                                    | Italy MC ALBATROS ASD/ESTONIA (2 Fahrer) (h) MC ARDOSA MC BBM RACING ASD MC BREMBANA MC BRONCINO MC CARETER IMERIO TESTORI MC CASARZA LIGURE MC COSTA VOLPINO MC ENDUROLOGY MC FAST TEAM MC MANZANO MC SCUDERIA DOLOMITI/ESTONIA (2 Fahrer) (l) MC MARCA TREVIGIANA MC Pavia MC PINO MEDEOT MC TREVISO |
| Kanada                 | |                                                                                                  | Shelby Turner (KTM) Felicia Robichaud (Yamaha) Megan Leigh Griffith (GasGas)       | Canada CHILE-CANADA (1 Fahrer) (m) |
| Kolumbien              | Daniel Palacio (KTM) Santiago Isaza (Husqvarna) Mateo Jaramillo (Husqvarna) Francisco Alvarez (Husqvarna)             | Nicolás Fuentes (KTM) Eduardo Vega (Beta) Juan David Olaya (Husqvarna)                           |                                                                                    | CLUB TEAM (2 Fahrer) (k) |
| Mexiko                 | Jose Luis Perez (Yamaha) Roberto Quintanilla (Beta) Homero Diaz (KTM) Arturo Rodriguez (Beta)                         | Didier Goirand (KTM) Eric Yorba (KTM) Ivan Ramirez (KTM)                                         |                                                                                    | Avandaro (2 Fahrer) (j) Banda Pesada Enduro Guadalajara I JMS Racing Las Parkas Monterrey Tequila Racing Team |
| Niederlande            | |                                                                                                  |                                                                                    | ENDUROCLUB DRENTHE JONKIES TWIN AIR / ENDURO.NL VETERANS TEAM HOLLAND |
| Norwegen               | Alexander Nyberg (Husqvarna) Jon Anders Sogn Oiom (Husaberg) Kevin Burud (KTM) Kristian Felix Jensen (KTM)            |                                                                                                  |                                                                                    | |
| Österreich             | Pascal Rauchenecker (Husqvarna) Bernhard Schöpf (KTM) Matthias Wibmer (Husqvarna) Markus Geier (KTM)                  | Michael Feichtinger (Husqvarna) Walter Feichtinger (KTM) Florian Reichinger (Husqvarna)          |                                                                                    | Knopper Racing Team |
| Polen                  | Maciej Giemza (KTM) Paweł Szymkowski (KTM) Sebastian Krywult (KTM) Adam Tomiczek (KTM)                                | Jakub Kucharski (KTM) Kamil Szuta (KTM) Damian Magierowski (KTM)                                 |                                                                                    | BKM Bielsko-Biała KTM Novi Korona Kielce Panda Racing I Panda Racing II |
| Portugal               | Luís Oliveira (Yamaha) Gonçalo Reis (KTM) Diogo Ventura (GasGas) Luís Correia (Beta)                                  | André Silva (KTM) Diogo Vieira (Beta) João Vivas (Beta)                                          |                                                                                    | Portugal 1 Portugal 2 |
| Rumänien               | |                                                                                                  |                                                                                    | CLUB TEAM HUNGARY (1 Fahrer) (i) |
| Schweden               | Joakim Grelsson (KTM) Kevin Olsen (Sherco) Oliver Nelson (TM) Adam Andersson (KTM)                                    | Micke Persson (Yamaha) Albin Elowson (Husqvarna) Jesper Börjesson (Husqvarna)                    | Emelie Karlsson (Yamaha) Hanna Berzelius (KTM) Amanda Elvin (KTM)                  | Göta MS |
| Schweiz                | Alexandre Amey (KTM) Cédric Evard (Husqvarna) Christophe Robert (Husqvarna) Thomas Schranz (KTM)                      | Kelien Michaud (KTM) Sandro Allemann (KTM) Alexandre Vaudan (Husqvarna)                          |                                                                                    | |
| Slowakei               | |                                                                                                  | Katarína Juríčková (Husqvarna) Karin Hostinská (Husqvarna)                         | BMT Gottbros Team Husqvarna Gottbros Team |
| Spanien                | Victor Guerrero Ruiz (KTM) Jonathan Barragan Nevado (GasGas) Iván Cervantes Montero (KTM) Jaume Betriu Armengol (KTM) | Josep Garcia Montana (Husqvarna) Jordi Quer Molgo (Husqvarna) Tosha Schareina Marzal (Husqvarna) | Laia Sanz (KTM) Mireia Badia Camprubi (Husqvarna) Sandra Gómez Cantero (Husqvarna) | A.C.BALDRICH ENDURO TEAM A.C.BALDRICH ENDURO TEAM K E Ara Lleida-Rodi-1 Ara Lleida-Rodi-2 Aranda de Duero Racing Team Automoto Ceuta Bizkaia Team Canet 6 Dies/Team Casas CLUB TEAM GAME OVER Cop de Gas/Movete na Moto Enduro Lorca EQUIPO JUNOR JMS/NAVARRA ESPECIAL Full Activity/Automoto Ceuta 2 Guigui Automoto Valero JMO TEAM Mercado Actual Enduro Team Merino Team Moto Club Cocentaina Moto Club Costa Brava Moto Club Llivia MOTOCLUB MASGAS Motoclub Vinaròs MTR ENDURO TEAM MURIEL RACING TEAM-SLOPPY JOE'S NAVARRA NORTE/MC Enduro Lucense NAVARRA RIBERA PTV Race Team RACE RFME Team 1 RFME Team 2 Team B Extreme TEAM ETHEN URNUBITZA KALANI ELGMOTOR VALSEBIKE CANARIAS Ziqui Team/NAVARRA MEDIA |
| Tschechien             | Ondrej Helmich (KTM) Patrik Markvart (KTM) Jaromir Romancik (KTM) Jiri Hadek (KTM)                                    | Adolf Zivny (KTM) Robert Friedrich (KTM) Martin Kulhanek (KTM)                                   |                                                                                    | Czech Republic / Beta team Motopalic Czech Republic / EnC Racing.cz Czech Republic / KBS UAMK TEAM UNHOST Czech Republic / KP ENDURO KLUB Czech Republic / MOTOSPORT BOZKOV 1 Czech Republic / MOTOSPORT BOZKOV 2 |
| Ungarn                 | Peter Kátai(KTM) Kornél Németh (TM) Gábor Grillmayer (KTM) Norbert Zsigovits (KTM)                                    |                                                                                                  |                                                                                    | CLUB TEAM HUNGARY (1 Fahrer) (i) |
| Vereinigtes Königreich | Daniel McCanney (Husqvarna) Jamie Lewis (Yamaha) Nathan Watson (KTM) Jamie McCanney (Yamaha)                          | Lee Sealey (Yamaha) Jack Edmondson (KTM) Joshua Gotts (TM)                                       |                                                                                    | United Kingdom-BRITISH ARMY ENDURO United Kingdom-DYFED DIRT BIKE United Kingdom-IOM SOUTHERN MCC United Kingdom-TEAM SCOTLAND United Kingdom-TEAM ST GEORGE United Kingdom-TEAM WALES United Kingdom WITLEY A United Kingdom-WITLEY B |
| Vereinigte Staaten     | Michael Layne (Husqvarna) Thaddeus Duvall (Husqvarna) Taylor Robert (KTM) Kailub Russell (KTM)                        | Trevor Bollinger (Honda) Steward Baylor (KTM) Grant Baylor (Yamaha)                              | Nicole Bradford (KTM) Rachel Gutish (KTM) Tarah Gieger (Honda)                     | Elizabeth Scott Community Eric Cleveland Memorial Michigan Offroad Events Missouri Mudders Tony Agonis Memorial Trail Jesters |

| Staat                  | Nationalmannschaft                                                              | C72 | C76                                                                                              | C81 | C86 |
| ---------------------- | ------------------------------------------------------------------------------- | --- | ------------------------------------------------------------------------------------------------ | --- | --- |
| Deutschland            | Andreas Holz (Maico) Paul Wahl (Maico) Swen Schiller (Kram-It)                  | |                                                                                                  | Andreas Holz (Maico) Paul Wahl (Maico) | Swen Schiller (Kram-It) |
| Finnland               |                                                                                 | |                                                                                                  | | Jouko Laukkanen (Husqvarna) Risto Liimatainen (Yamaha)                                                                                                   |
| Frankreich             | Allan Amouriq (Fantic) Thibault Massardier (Cardel) Thierry Massardier (Cardel) | | Jean Somat (KTM)                                                                                 | Allan Amouriq (Fantic) Patrice Amouriq (Fantic) Bertrand Degueltz (Portal Ranger) Bruno Lacrouts (Portal Ranger) Pascal le Floch (Fantic)   | Claude Auriac (Peugeot) Gilles Carbonnier (Honda) Thierry Costard (Husqvarna) Luc Gelly (Honda) Thibault Massardier (Cardel) Thierry Massardier (Cardel) |
| Italien                | Luigi Colajanni (Simonini) Marco Pagnano (Kramer) Riccardo Terranova (Cagiva)   | Gilberto Citerio (Moto Guzzi) | Luigi Colajanni (Simonini) Giorgio Fortunati (Puch) Tiziano Pozzi (Puch) Daniele di Prima (Puch) | Marco Pagnano (Kramer) Marco Taviano (Puch) Riccardo Terranova (Cagiva)                                                                     | |
| Kanada                 |                                                                                 | |                                                                                                  | | Thierry Lacombe (CAN-AM) |
| Niederlande            | Bram van Straalen (Puch) Lubert Lenselink (SWM) Peter Lenselink (SWM)           | |                                                                                                  | Lubert Lenselink (SWM) Peter Lenselink (SWM) Bram van Straalen (Puch) Henk Wesselink (SWM)                                                  | |
| Österreich             |                                                                                 | |                                                                                                  | Michael Harding (Cagiva) Michael Hirschmugl (KTM)                                                                                           | |
| Spanien                | David Guardiola (Montesa) Pere Caba (Montesa) Francesc Rubio (Rieju)            | Pep Aguilera (Ossa) Ferrán Mas (Bultaco) Oriol Miró (Bultaco) Pere Molina (Bultaco) Guillem Pallejá (Ossa) Carles Salinas (Bultaco) Angel Daniel Varea (Ossa) | Blai Jove (Ossa) Ignacio Chivite (Bultaco)                                                       | Pere Caba (Montesa) Jordi Canudas (Bultaco) David Guardiola (Montesa) Jesús Pradas (Montesa) Joan Schwandt (Ossa) Guillermo Saenz (Montesa) | Carlos Mas (Montesa) Jordi Riera (KTM) Francesc Rubio (Rieju)                                                                                            |
| Vereinigtes Königreich | Cefin Evens (Kawasaki) Ian Barnett (Husqvarna) Jonathan Stobbs (KTM)            | Jason McNee (Triumph) |                                                                                                  | Ian Barnett (Husqvarna) Samuel Davidson (SWM) David Donald (Suzuki) Robert Drake (Honda) Cefin Evens (Kawasaki) Jonathan Stobbs (KTM)       | Dylan Davies (Husqvarna) Julian Crimp (Husqvarna) |
| Vereinigte Staaten     |                                                                                 | |                                                                                                  | | Fred Hoess (Husqvarna) |

## Trivia
Ältester Teilnehmer des Fahrerfeldes war der Italiener Alessandro Gritti, der mit 69 Jahren Fahrer in der Clubmannschaft MC CARETER IMERIO TESTORI war. Die Mannschaft erreichte Platz 42 von 123, in seiner Klasse erreichte er Platz 55 von 113 und erkämpfte  sich eine Bronzemedaille.